# ゲール (クレーター)
ゲール（英語: Gale）は、火星のエリシウム平原の低地の端付近南緯5度12分 東経137度18分 / 南緯5.2度 東経137.3度に位置するクレーターである。直径は154kmで、35億年から38億年前に形成されたと考えられている。このクレーターの名前は、19世紀に火星の観測を行ったアマチュア天文学者のウォルター・フレデリック・ゲイルから名づけられた。クレーターの中央にある山（中央丘）は「アイオリス山」（非公式名であるがNASAはシャープ山と呼ぶ）と名付けられており、クレーターの底からの高さは5,500メートルに達する。

## 特徴

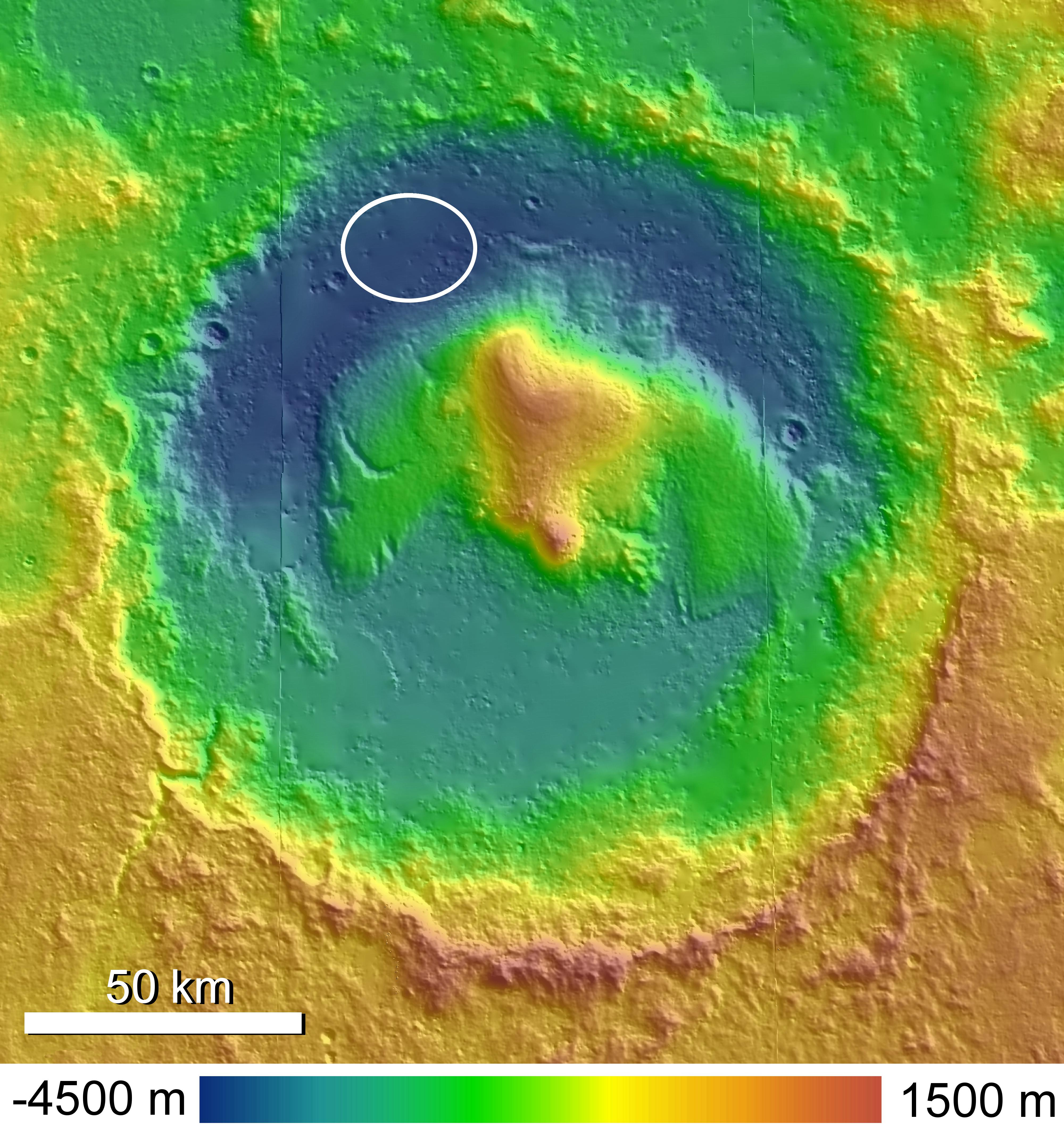
標高により色分けされたゲールクレーター

ゲールクレーターが一般のクレーターと異なるのは、中央丘（アイオリス山）の周囲が大きく盛り上がっていることである。その高さは、北側のクレーター底から5.5km、南側では4.5kmにもなる（ゲールクレーターでは、南側の外縁部が最も標高が高い）。この丘は複数の地層から構成されており、こうした地形は20億年かけて形成されたとみられている。その起源はいまだはっきりとしていないが、研究ではこれらの地層は元々は湖底に堆積していた可能性があり、一度クレーターが完全に埋まった後に堆積物の層が侵食され、その名残が丘となっているのではないかという説が提示されている。しかしながら、この説についてはいまだ議論が続いている。観測では丘の上部に風成作用を示唆する斜交層理が見られている。しかし、下部についてはよく分かっていない状態である。
ゲールクレーターは火星上の南緯5度12分 東経137度18分 / 南緯5.2度 東経137.3度に位置している。近隣に着陸した探査機では、スピリット (MER-A) が南緯14度34分 東経175度28分 / 南緯14.57度 東経175.47度、バイキング2号の着陸機が北緯47度56分 東経133度44分 / 北緯47.93度 東経133.74度である。

## 探査
侵食された中央丘の側面から地層の研究が可能と考えられており、ゲールクレーターはNASAの火星探査計画マーズ・サイエンス・ラボラトリー (MSL) の着陸地点として選定された。同計画の探査車キュリオシティは、2012年8月6日に中央丘アイオリス山の隣にあるアイオリス・パルスの "Yellowknife" Quad 51に着陸した。9月27日には、過去にこの地域に広範囲に渡って水が流れていたことを示す証拠が発見されている。
2014年12月に、NASAはゲールクレーターはかっては何千万年にもわたって湖だったと考えられ、長年の風化によってアイオリス山の浸食された地形が出来がったと考えられると発表した。
ゲールクレーターはMSL以前にも2003年のマーズ・エクスプロレーション・ローバーで候補地として選ばれているほか、ESAのExoMarsでも候補地の一つとして挙げられている。

## 画像

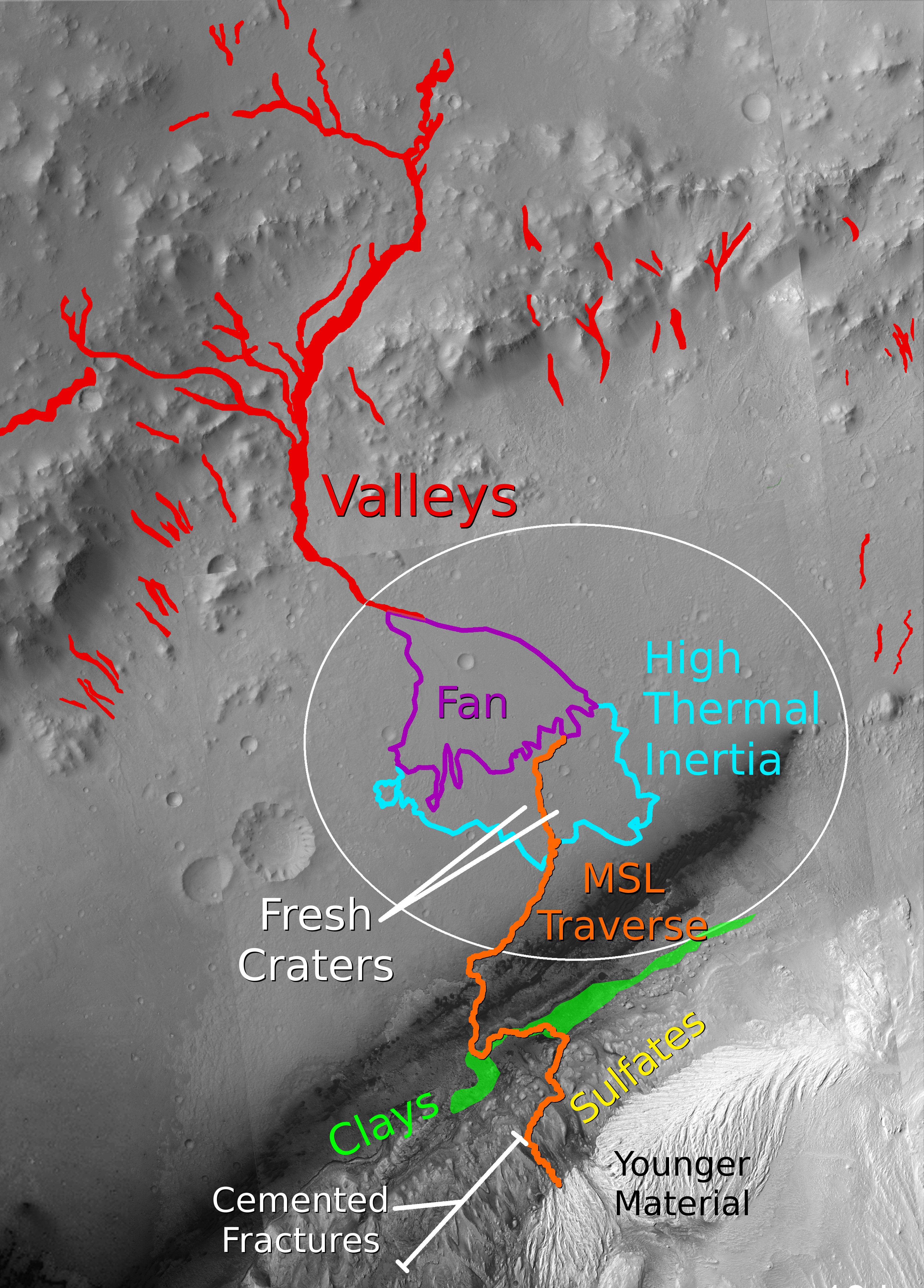
地形の特徴とMSLの着陸地点、その移動予定経路。
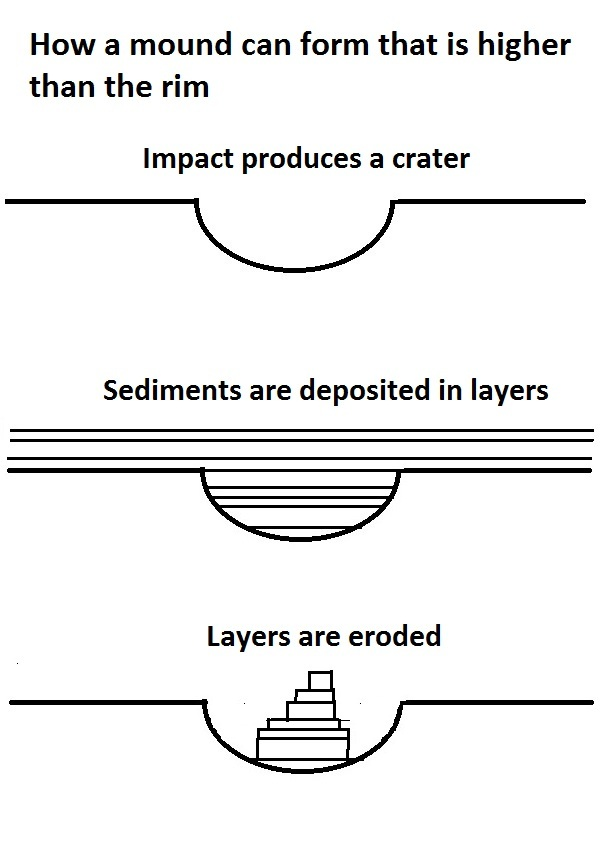
想定されている中央丘の形成過程。
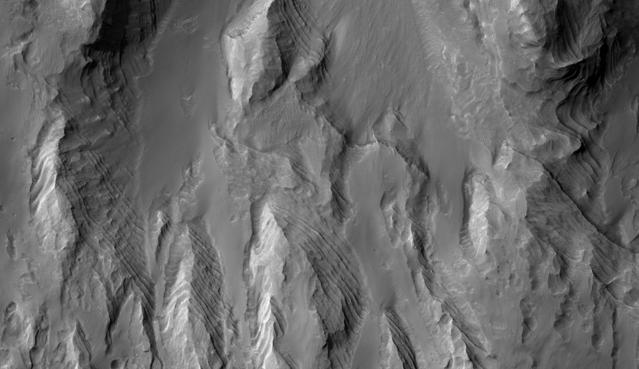
HiRISE（英語版）が写したゲールクレーターの層状の地形。
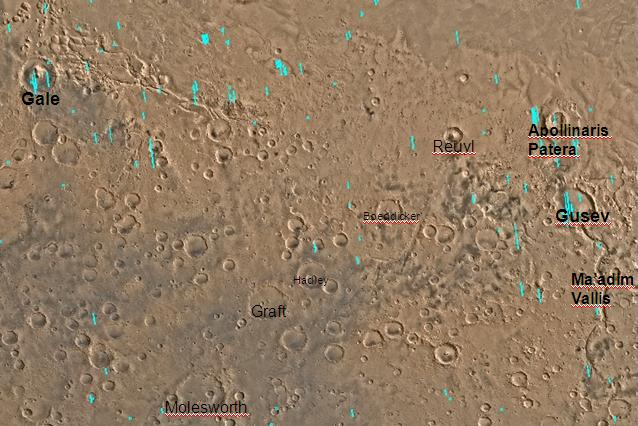
アイオリス・クアドラングル（英語版）地図上のゲールクレーター（左上）。
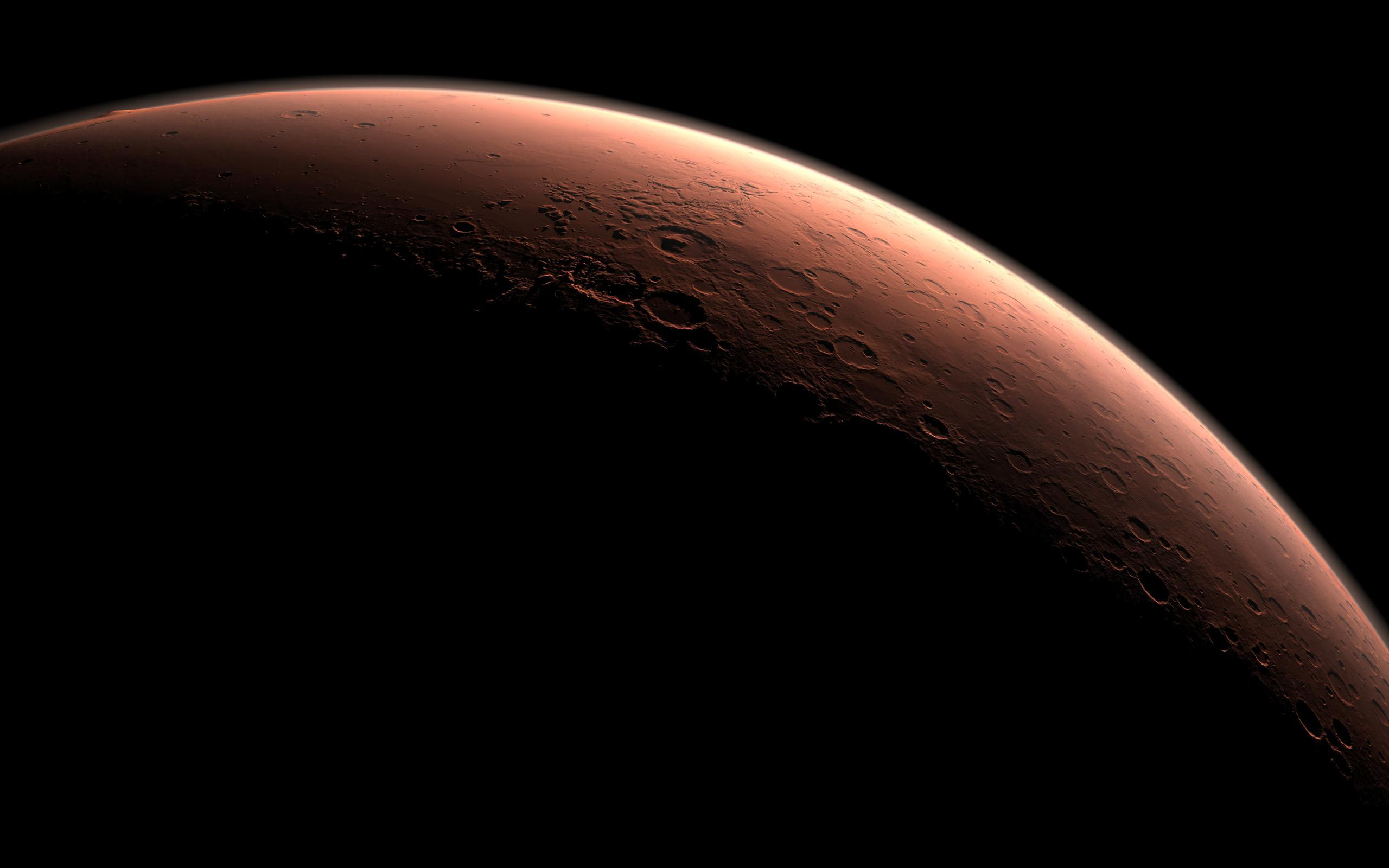
CGで描いたゲールクレーター周辺地域の夜明け。
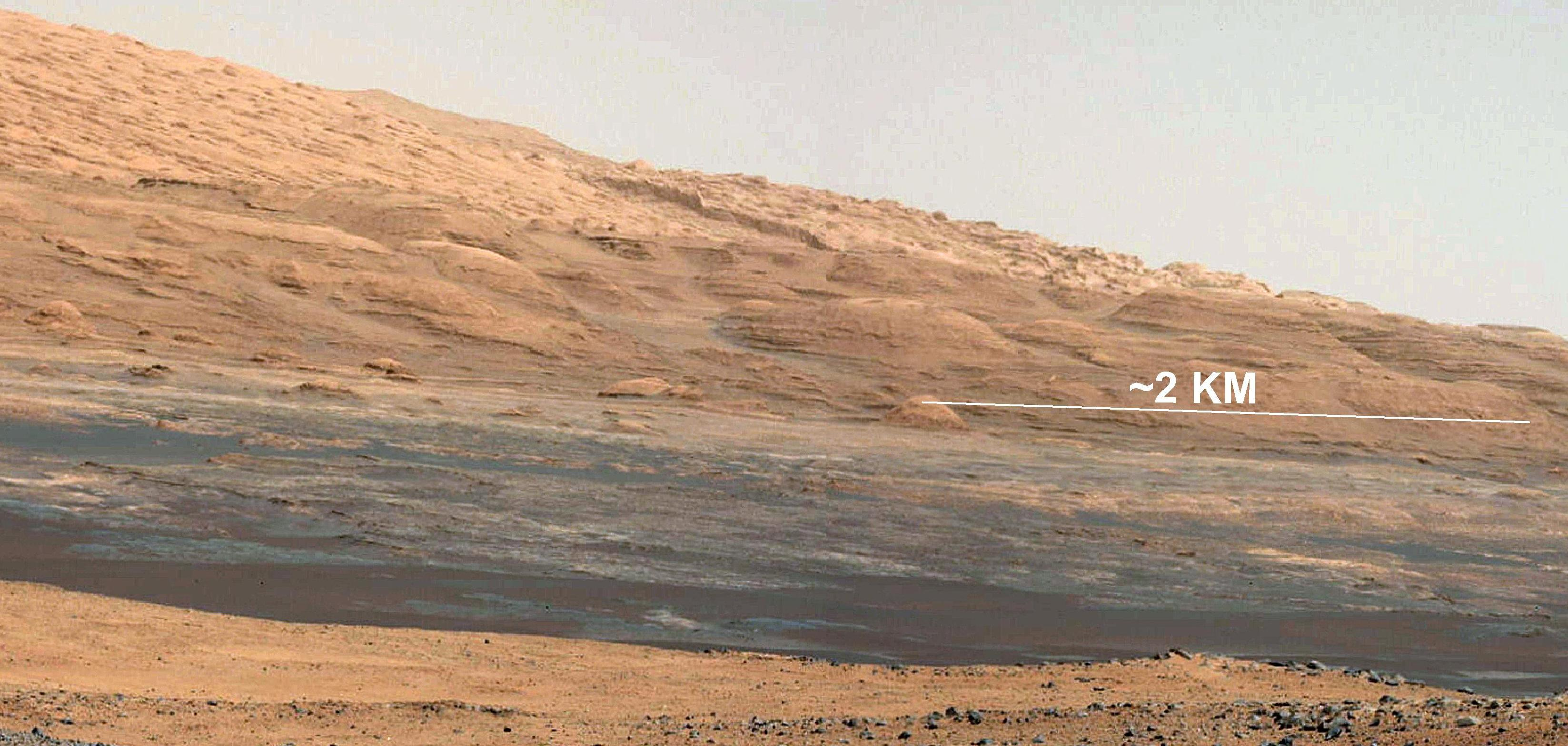
キュリオシティが写したアイオリス山
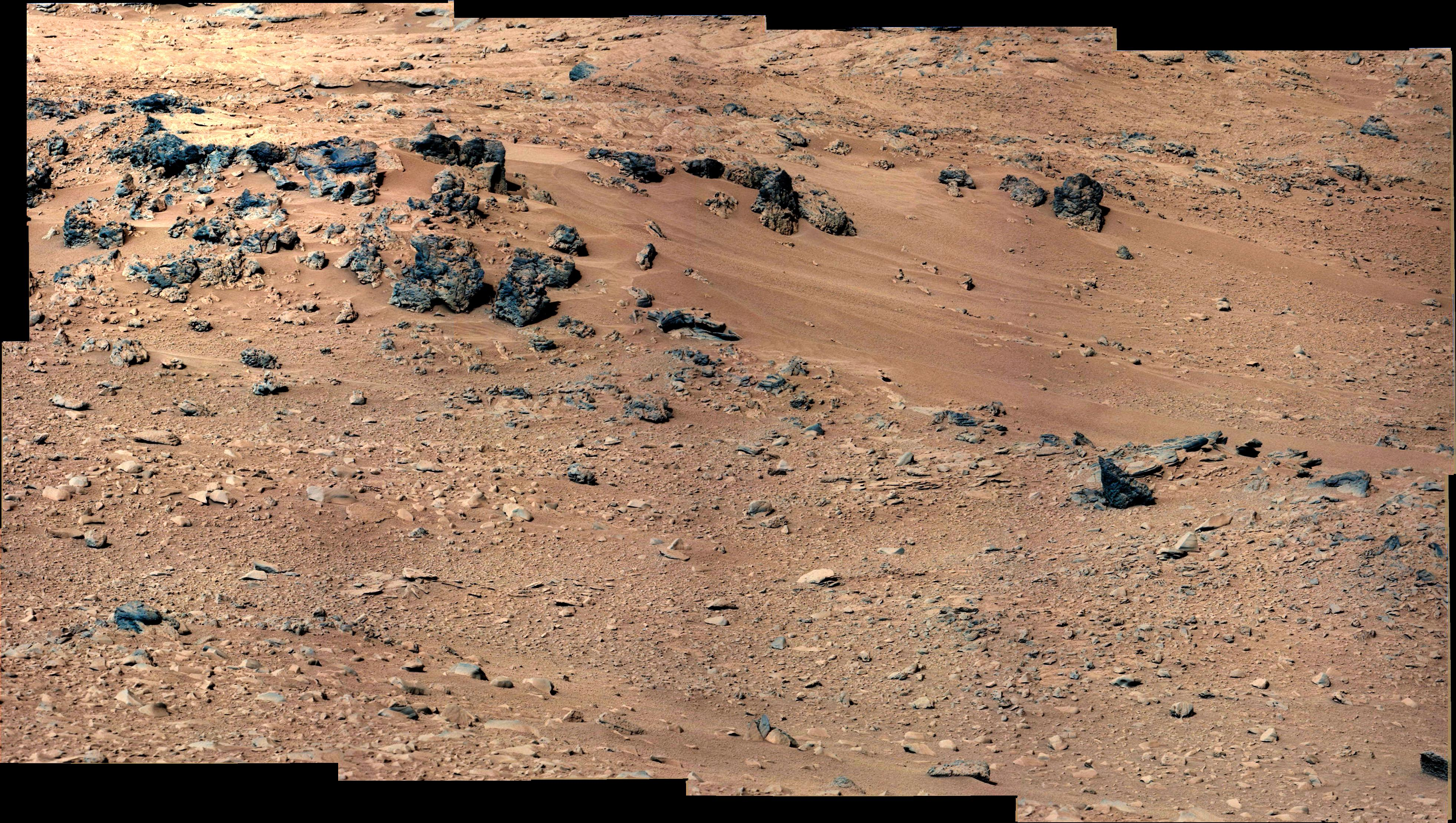
キュリオシティが写した地表